# Skorpion II
Skorpion II, popularnie król Skorpion, w rzeczywistości prawdopodobnie Serket – władca starożytnego Egiptu z dynastii 0.

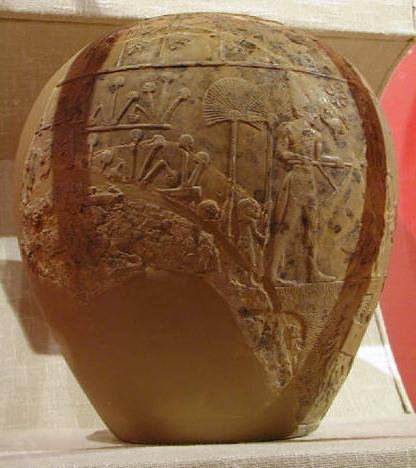
Maczuga z Hierakonpolis

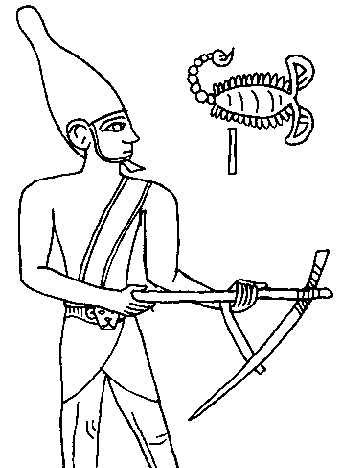
Wizerunek króla z maczugi z Hierakonpolis

Informacje o nim pochodzące z nekropoli Umm al-Kaab są szczątkowe, zachowała się jednak maczuga z Hierakonpolis, na której przedstawiony jest w koronie Górnego Egiptu. Ubrany jest w tunikę i fartuszek. Do pasa ma przymocowany ogon byka. Władca kopie motyką kanał. Równocześnie inna osoba napełnia kosz ziemią. Inni ludzie pracują nad wodą. Obok jest widoczna donica z palmą. Imię króla zapisano piktogramem przedstawiającym skorpiona. Władca wyróżnia się ponadnaturalnym wzrostem. Wokół są widoczne sceny składania hołdu i sztandary, na których są widoczne emblematy przyszłych egipskich okręgów. Do sztandarów są przymocowane czajki (rechyt), które w późniejszych źródłach są opisywane jako mieszkańcy Dolnego Egiptu.
Panowanie Skorpiona II umiejscawia się najczęściej przed Iry-Horem, choć wedle innej koncepcji panował po Ka i bezpośrednio przed Narmerem.
Przypuszcza się, że miejscem jego pochówku był grób nr 1 w Hierakonpolis, jednak nie da się tego ustalić z powodu ograbienia grobowca.

## Imię
| G5 |

| G5 |

| L7 |

| L7 |

| L7 |

| L7 |

| G5 |

| G5 |

| L7 |

| L7 |

| L7 |

| L7 |